# Odostomia kromi
Odostomia kromi is een slakkensoort uit de familie van de Pyramidellidae. De wetenschappelijke naam van de soort is voor het eerst geldig gepubliceerd in 1984 door van Aartsen, Menkhorst & Gittenberger.